# Velká Hleďsebe
Velká Hleďsebe (deutsch Groß Sichdichfür, auch Großsichdichfür) ist eine Gemeinde in Tschechien. Sie liegt einen Kilometer nordwestlich von Marienbad/Mariánské Lázně und gehört dem Okres Cheb an.

## Geographie

### Geographische Lage
Das Dorf befindet sich in 561 m ü. M. südlich des Kaiserwaldes am rechten Ufer des Kosí potok (Amselbach). Nachbarorte sind Valy und Klimentov im Norden, Mariánské Lázně im Osten und Südosten, Drmoul im Süden und Malá Hleďsebe, Tři Sekery, Krásné und Sekerské Chalupy im Westen.

### Gemeindegliederung
Die Gemeinde Velká Hleďsebe besteht aus den Ortsteilen Klimentov (Klemensdorf), Malá Hleďsebe (Klein Sichdichfür) und Velká Hleďsebe (Groß Sichdichfür), die zugleich auch Katastralbezirke bilden.

## Geschichte
Die erste urkundliche Erwähnung des ursprünglich zur Herrschaft Tachau gehörenden Dorfes Sichdichfür stammt von 1587. Wahrscheinlich ist der Ort wesentlich älter, jedoch gingen sämtliche Urkunden darüber beim Brand der Burg Tachau verloren. Ab 1606 erwarb Hans Bartl Schirnding Groß und Klein Sichdichfür von Kaiser Rudolf II. Den nach der Schlacht am Weißen Berg eingezogenen Besitz der Schirndinger verpfändete Ferdinand I. 1623 an die Brüder Johann Reinhard und Wilhelm Metternich. 1651 lebten in beiden Sichdichfürs 217 Menschen.
Ab der Mitte des 19. Jahrhunderts bildete Großsichdichfür eine Gemeinde im Gerichtsbezirk Bad Königswart. Bis 1870 wurde Groß Siehdichfür auch als Unter Siehdichfür (Dolejší Hleďsebe) bezeichnet. Diese Bezeichnung stammt von der Festlegung der amtlichen Ortsbezeichnung 1854. 1916 erfolgte die Änderung von Siehdichfür in Sichdichfür.
Bis 1906 besaß das Dorf keine Kirche und war zur St.-Veit-Kirche in Neudorf gepfarrt. Mit dem Bau der neoromanischen St.-Annen-Kirche wurde 1901 begonnen; fertiggestellt und geweiht wurde sie zehn Jahre später. 1906 entstand der Friedhof mit einer Kapelle. 1930 hatte das Dorf 1640 Einwohner.
Nach dem Münchner Abkommen wurde der Ort dem Deutschen Reich zugeschlagen und gehörte bis 1945 zum Landkreis Marienbad.
In den Jahren 1976 bis 1990 gehörte die Gemeinde zur Stadt Marienbad.
Seit 1984 ist die Gemeinde außerdem durch den Oberleitungsbus Marienbad (Linie 6) mit der benachbarten Kurstadt verbunden.
Der Schmelzteich wird heute als Freibad Riviera genutzt.

## Persönlichkeiten
- Franz Neubauer (1930–2015),  Jurist und Politiker, geboren in Großsichdichfür